# بث‌شبع، باربادوس
بث‌شبع، باربادوس (به لاتین: Bathsheba, Barbados) یک شهرک در باربادوس است که در پریش سنت جوزف واقع شده‌است.

## خصوصیات
بث‌شبع ۱٬۵۲۱ نفر جمعیت دارد و ۱ متر بالاتر از سطح دریا واقع شده‌است.